# Club de Lleons Internacional

Clubs de Lleons en el món.

El Club de Lleons Internacional (en anglès: Lions Club International) és un club de servei: internacional, secular, i apolític, que va ser fundat per Melvin Jones en 1917. En abril de 2015, el club de lleons comptava amb més de 46.000 clubs locals, i amb més de 1.400.000 membres, en més de 200 països arreu del món. La seva seu central es troba a Oak Brook, Illinois, en els Estats Units, l'organització té com a objectiu satisfer les necessitats de les diferents comunitats a un nivell local i global.